# Zemětřesení v Chua-lien 2018
Zemětřesení na Tchaj-wanu udeřilo pozdě večer 6. února 2018 místního času na východě Tchaj-wanu poblíž města Chua-lien. Toto zemětřesení mělo sílu 6,4 a dva dny předtím tomuto otřesu předcházel slabší otřes o síle 6,1. K hlavnímu zemětřesení došlo přesně 2 roky poté, co jižní část Tchaj-wanu zasáhlo zemětřesení o stejné síle, které si vyžádalo více než 100 mrtvých.
Slabší otřes způsobil minimální škody, hlavní otřes však poničil některé úseky silnic a způsobil větší škody na několika budovách. Tento otřes si vyžádal 17 mrtvých a přes 280 zraněných. Mezi zraněnými jsou i 2 Češi. Tisíce lidí v Chua-lienu byly bezprostředně po zemětřesení bez přísunu pitné vody nebo přístupu k elektřině.